# Babe I’m Gonna Leave You
Babe I’m Gonna Leave You — вторая песня на первом альбоме британской рок-группы Led Zeppelin. Идея записать этот кавер пришла к Пейджу после того, как он услышал песню в исполнении Джоан Баэз. Существует версия 1968 года, записанная Пейджем со Стивом Уинвудом; она так и осталась невыпущенной.
Babe I’m Gonna Leave You считалась в 1960-х годах фолк-стандартом: Джимми Пейдж лишь позже узнал о том, что у неё есть автор, Энн Бредон (но не Энн Бриггс, исполнительница кельтского фольклора, как указывается во многих источниках, включая All Music Guide). Авторство Бредон не указывалось до 1990 года, пока её сын не обратился к участникам группы с соответствующим запросом. (Согласно другим источникам, обратилась к Пейджу сама Бредон в середине 1980-х годов.) Тем не менее многие справочники до сих пор считают песню «традиционной» и аранжированной Пейджем.
Стиль песни можно охарактеризовать как утяжелённый фолк-рок. Доминирующую роль играет акустическая гитара (на ней играет Джимми Пейдж). Одно время шли слухи, что Роберт Плант при первой встрече с Пейджем сыграл сам ему на гитаре эту песню. И Плант, и Пейдж эти слухи опровергли.
Песня хорошо запоминается несколькими моментами, когда Джон Бонэм «врывается» на ударных в гитарную мелодию Пейджа.
Led Zeppelin играли песню только в 1969 году, во время четырёх гастрольных поездок в США и концертов в Копенгагене. Иногда дополняли песню текстами из Ramble On. В 1998 году Пейдж и Плант в ходе совместного турне вернули её в свой репертуар в виде 9-минутной версии.